# Centre d'essais ferroviaire de Wegberg-Wildenrath

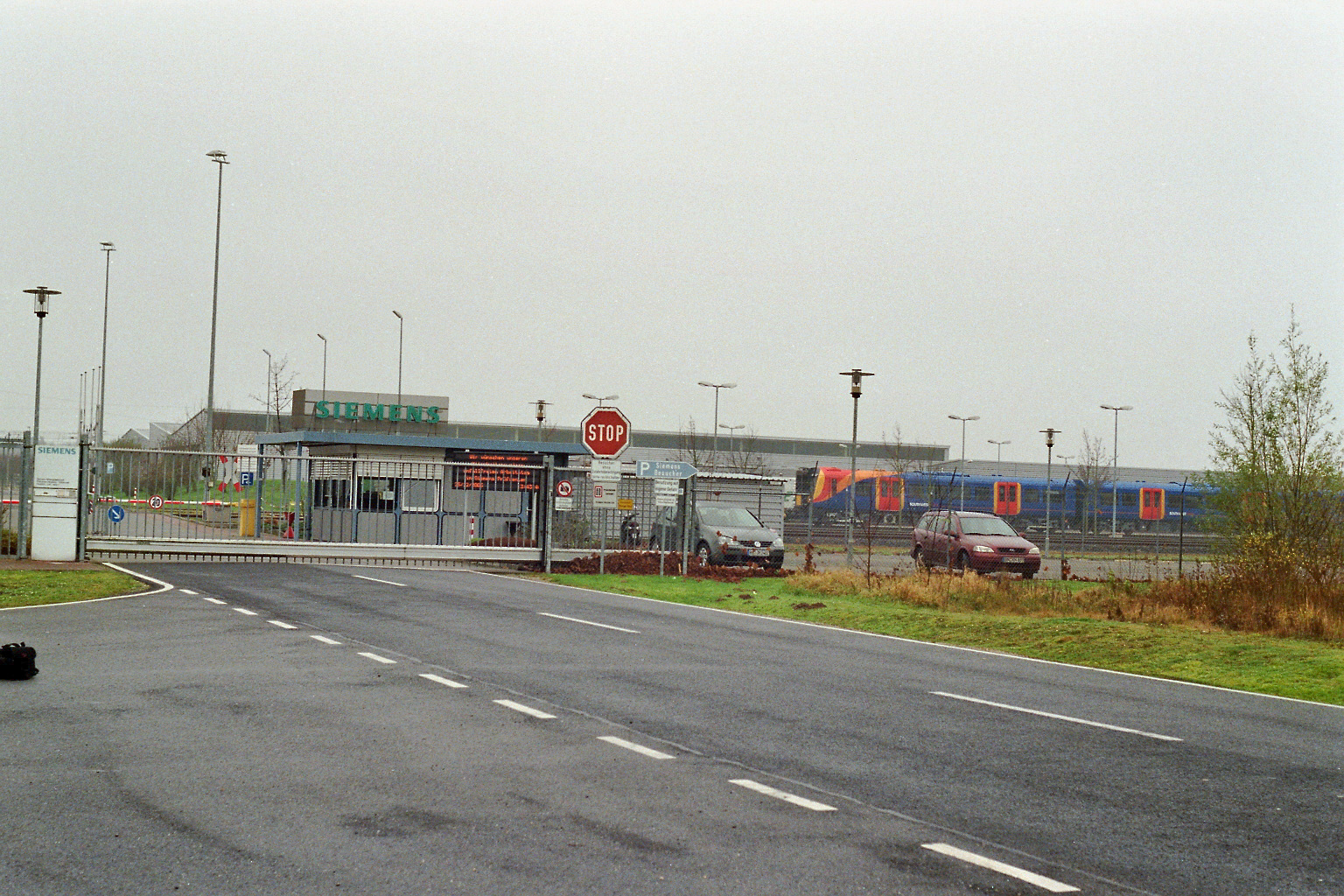
Entrée du centre d'essais.

Le centre d'essais ferroviaire de Wegberg-Wildenrath est un centre d'essais ferroviaire inauguré en 1997, situé sur les territoires communaux de Wegberg et Wildenrath, en Allemagne. Spécialisé dans les systèmes de signalisation et de télécommunications dont l'ERTMS, il est installé sur une ancienne base aérienne de la Royal Air Force et se situe près des frontières belge et hollandaise. 
Sa proximité de Valenciennes et de Paris fut un atout pour la mise en service commercial, en décembre 2009, des premiers éléments du Francilien, rame automotrice de type Z 50000 destinée à équiper en France les lignes de banlieue du réseau Transilien d'Île-de-France.

## Caractéristiques techniques
- 28 km de voies pour essais.

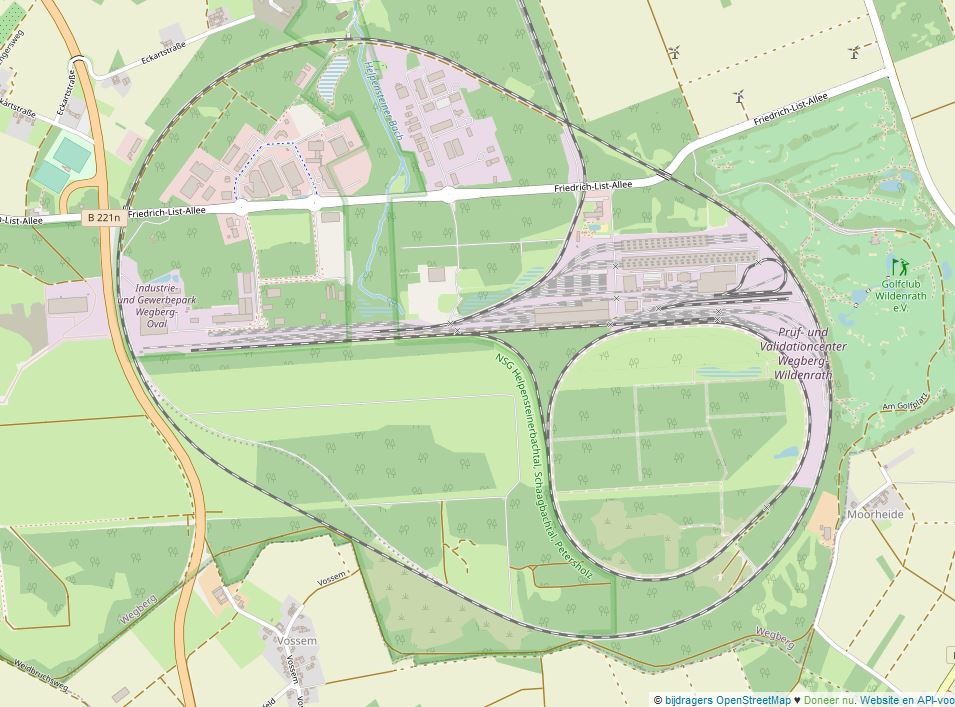
Plan général du circuit d'essais de Wegberg-Wildenrath (Openstreetmap).

- 2 grandes boucles ferroviaires aptes aux vitesses de 160 et 100 km/h.
- 2 vastes halls de 10 000 m2 mis à profit par Siemens pour la mise en rame des ICE.
- Autres voies ferroviaires à écartements standard et métrique.
- La caténaire fournit tous les modes d'alimentation électrique.
- Possibilité d'alimentation par troisième rail.